# Arctous ruber
Arctous ruber là một loài thực vật có hoa trong họ Thạch nam. Loài này được (Rehder & E.H.Wilson) Nakai mô tả khoa học đầu tiên năm 1922.